# RESCUE
《RESCUE》為日本男性偶像團體KAT-TUN的第10張單曲作品。

## 概要
- 這是KAT-TUN的第10張單曲作品，同時亦是由KAT-TUN團員中丸雄一及NEWS中增田貴久所主演，TBS電視連續劇《RESCUE〜特別高度救助隊》的主題曲。副歌部份的歌詞全為英文，B面曲「7 DAYS BATTLE」除了rap詞以外也全是英文。
- 與前作相隔剛好一個月，這是自KAT-TUN出道以來發行作品間隔最短的一次。
- 前奏中的心跳，是中丸的口技表演。
- 初回限定盤中的DVD是《RESCUE》的Video Cilp並收錄幕後花絮（Making）。

## 收錄曲

### 初回限定盤
- CD

1. RESCUE 
  - 作詞：ECO、Rap詞：JOKER
  - 作曲：Shusui / Tord Bäckström、編曲：Stefan Åberg / ha-j
2. 7 DAYS BATTLE 
  - 作詞：Sean-D、Rap詞：JOKER 　
  - 作曲・編曲：Fredrik Hult / Sebastian Thott / Didrik Thott

- DVD

「RESCUE」（Video Cilp+Making）

### 通常盤／初回附加版本
1. RESCUE
2. 7 DAYS BATTLE
3. On Your Mind - Please come back to me -
  - 作詞：SPIN
  - 作曲：Sharon Vaughn / Harry Sommerdahl / Niklas Jarl 、編曲：Yoshinao Mikami

### 通常盤
1. RESCUE
2. 7 DAYS BATTLE
3. RESCUE（Original KARAOKE）
4. 7 DAYS BATTLE（Original KARAOKE）